# Fayetteville Regional Airport

i7
i11
i13
Der Fayetteville Regional Airport (IATA: FAY, ICAO: KFAY) oder auch Grannis Field ist ein Flughafen im Bundesstaat der Vereinigten Staaten North Carolina und liegt an der Stadtgrenze der Stadt Fayetteville.  Er befindet sich an der Interstate 95 auf einer Höhe von 58 m über NN.

## Flughafeninfos
Der Airport dient heute dem inländischen, regionalen und privaten Flugverkehr, insbesondere dem Shuttleservice zu den internationalen Flughäfen in Atlanta und Charlotte. Er verfügt über zwei Terminals, eines für den regionalen und eines für den privaten Flugverkehr, sowie zwei Start- und Landebahnen.

## Fluggesellschaften
- Atlantic Southeast Airlines
- Delta Air Lines
- US Airways